# Ritratto dell'editore Eduard Kosmack
Ritratto dell'editore Eduard Kosmack è un dipinto a olio su tela (100x100 cm) realizzato nel 1910 dal pittore Egon Schiele. È conservato nel Museo Österreichische Galerie Belvedere di Vienna.
Nel ritratto dell'editore il veicolo d'espressione è il corpo umano, nei suoi atteggiamenti, nella sua postura e nel suo sguardo. La forte tensione interiore è sottolineata dallo sguardo e dal contorno frastagliato del corpo del soggetto. Infine il girasole appassito al fianco del soggetto crea un forte impatto simbolico. Il senso di chiusura e riflessione è dato dalle mani, tenute davanti a sé strette tra le gambe.